# 崔忠
崔忠（1427年—？），字誠之，直隸保定府新城縣人，民籍，明朝政治人物。進士出身。

## 生平
景泰元年（1450年）庚午科順天府鄉試第三十六名。景泰五年（1454年）甲戌科會試第二百九十一名，殿試登進士第三甲第一名。

## 家族
曾祖父崔進。祖父崔興。父亲崔禮，曾任驛丞。